# Mårkær Herred
Mårkær Herred (tysk Mohrkirchharde) var et herred i Angel i Hertugdømmet Slesvig. Hovedbyen var Mårkær. 
Herredet har sine rødder i Mårkær Amt, som var blevet oprettet i 1544, da Mårkær Kloster med dets besiddelser ved landsdelingen mellem den danske konge og den gottorpske hertug tilfaldt den gottorpske linje. I 1778 dannede hovedparten af det forhenværende amt omkring landsbyen Mårkær endelig Mårkær Herred. Det havde en fælles herredfoged med Satrup Herred. Det lille herred eksisterede i denne form frem til denm preussisiske underretsreform 1867.
Herreds våbenbillede er Antoniterklosterets kors. 
Mårkær Herred hørte under Gottorp Amt. Området ligger nu i kreds Slesvig-Flensborg i delstaten Slesvig-Holsten (Sydslesvig).